# Bollo, Bries en bondgenoten
Bollo, Bries en Bondgenoten is een dertiendelige Nederlandse kinderserie over het circus.
De serie werd uitgezonden op de Nederlandse televisie bij de NCRV in de periode van 2 november 1983 tot 15 mei 1985 en later in de jaren 90 bij Kindernet. In 2013 werd de serie in de nachtelijke uren uitgezonden op het digitale themakanaal RTL Telekids-24/7.

## Verhaal
De vrouwelijke clown Zowella, de beer Bollo en de leeuw Bries zijn het circus zat en gaan er op een tandem vandoor. De circusbaron is daar niet blij mee en gaat hen achterna. Terwijl de drie op de vlucht zijn beleven ze spannende avonturen.

## Rolverdeling
| Personage                 | Acteur/actrice  |
| ------------------------- | --------------- |
| Beer Bollo                | Dick Rienstra   |
| Leeuw Bries               | Paul van Gorcum |
| Leeuw Bries               | Martin Käfig    |
| vrouwelijke clown Zowella | Lemke Bakker    |
| circusdirecteur           | Hans de Jong    |
| journalist                | Tony Wilson     |

## Trivia
- De opnames van de intro zijn opgenomen op de Zuiderstraat en de brug bij de Sluiskade in West-Graftdijk.